# Celosia argentea
Celosia argentea L., popularmente conhecida como "celósia", "espinafre-africano", "amaranto-roxo", "crista-de-galo" ou "rabo-de-galo", é uma espécie de planta da família Amaranthaceae. Possui distribuição cosmopolita, sendo encontrada principalmente em áreas tropicais e subtropicais ao redor do mundo.

## Descrição
C. argentea é uma planta subarbustiva terrícola, podendo alcançar até 1,5 metros de altura ou mais.
Suas folhas verde-clara são alternadas membranáceas glabras, elípticas ou oblongadas, com até 15 cm. A margem é inteira, com ápice agudo.
A inflorescências de C. argentea é espiciforme, medindo cerca de 20 cm de comprimento, de cor rosada. As flores são pediceladas, com brácteas lanceoladas, possuindo entre 3-5 mm. Sua base é truncada, margem inteira e ápice agudo.
As flores produzem uma grande quantidade de sementes pretas de até 1,5 mm reticuladas e brilhantes.
A inflorescência pode variar de forma, produzindo assim os diferentes nomes da espécie. Quando a inflorescência possui o eixo uniforme e cilíndrico (em formato de espiga), em alguns lugares a planta pode ser conhecida como "rabo-de-galo". Por outro lado, quando a inflorescência apresenta um eixo desforme e largo (como um cacho compacto e plumoso), esta recebe o nome de "crista-de-galo".  Ambos os nomes em referência à semelhança com as partes corporais de galináceos.

## Etnobotânica
Além do tradicional uso como plantas ornamentais, C. argentea também apresenta ampla utilização pela medicina popular, especialmente na Ásia e na África.
Na China, a planta é comumente utilizada no tratamento de doenças oculares, úlceras e anti-helmíntico. Muitos estudos também já demonstraram que compostos isolados da espécie apresentam importantes atividades biológicas tais como hepato proteção e resposta antitumoral e antidiabética.
C. argentea integra o grupo das Plantas Alimentícias não Convencionais (PANC). Em alguns países, como Brasil, Nigéria e Índia, os habitantes consomem principalmente as folhas refogadas, mas as sementes também são bastante apreciadas na culinária.

## Sinônimos
Lista de sinônimos da espécie encontrados na literatura.
- Amaranthus cristatus (L.) Noronha, 1790;
- Amaranthus huttonii H.J.Veitch, 1872;
- Amaranthus purpureus Dodoens ex Nieuwl., 1914;
- Amaranthus pyramidalis Noronha, 1790;
- Celosia argentea var. cristata (L.) Kuntze, 1891;
- Celosia argentea f. cristata (L.) Schinz, 1934;
- Celosia argentea var. linearis E.Vilm., 1866;
- Celosia argentea var. margaritacea (L.) Fr. & D.Müll., 1855;
- Celosia argentea var. mumbaiana M.R.Almeida, 2003;
- Celosia argentea var. vera Kuntze, 1891;
- Celosia aurea J.Dix, 1860;
- Celosia castrensis L., 1762;
- Celosia cernua Roxb., 1820;
- Celosia cernua Andrews, 1811;
- Celosia coccinea L., 1762;
- Celosia comosa Retz., 1791;
- Celosia cristata L., 1753;
- Celosia cristata var. castrensis (L.) Iamonico, 2013;
- Celosia cristata var. humilis Hassk., 1842;
- Celosia debilis S.Moore, 1916;
- Celosia huttonii Mast., 1872;
- Celosia japonica Houtt., 1777;
- Celosia japonica Mart., 1814;
- Celosia linearis Sweet ex Hook.f., 1885;
- Celosia margaritacea L., 1762;
- Celosia marylandica Retz., 1783;
- Celosia pallida Salisb., 1796;
- Celosia plumosa Barr & Sugden, 1866;
- Celosia purpurea J.St.-Hil., 1808;
- Celosia pyramidalis Burm.f., 1768;
- Celosia spicata Barr & Sugden, 1866;
- Celosia splendens Schumach. & Thonn., 1827;
- Celosia stricta Hornem., 1819;
- Celosia swinhoei Hemsl., 1891;
- Chamissoa margaritacea (L.) Schouw, 1847;
- Chamissoa stricta (Hornem.) Schouw, 1847;
- Lophoxera comosa (Retz.) Raf., 1837;
- Lophoxera racemosa Raf., 1837.